# علي آل إبراهيم
علي آل إبراهيم (ولد في 24 نيسان/أبريل 1997) هو لاعب كرة يد سعودي، يلعب في نادي الأهلي ومثّل منتخب السعودية لكرة اليد.
شارك في بطولة العالم لكرة اليد للرجال عام 2017.